# 保護継電器

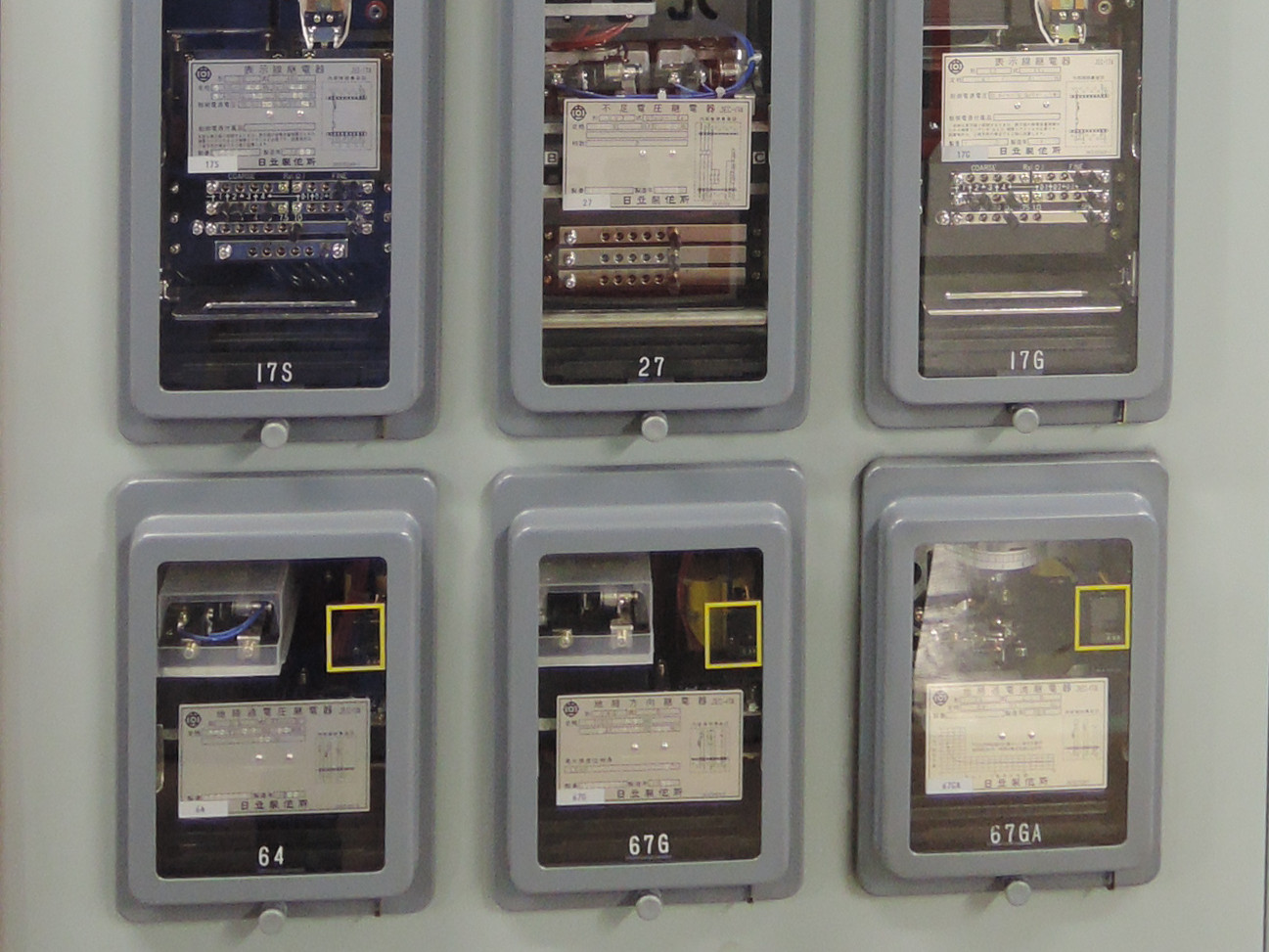
送電線保護盤の保護継電器。これらは1990年代よりデジタル制御の静止形に置き換えが進んでいる。白の英数字は日本電機工業会が定める制御器具番号。

保護継電器（ほごけいでんき）とは、継電器（リレー）の一種で電流や電圧の急激な変化等から電気回路を保護するための装置。保護リレーとも呼ばれる。

## 保護継電器の役割
保護継電器は、電力系統を構成する発電所や変電所、送・配電線路、および負荷設備に発生した短絡故障や地絡故障等を計器用変成器を介して検出し、他所への故障による影響の波及を最小限に抑えるため、故障区間を選択し速やかに電力系統より切り離すよう遮断器へ制御信号を送出する役割を担う。
各継電器の動作時間や動作値の整定にあたっては、前述の通り上位設備への事故を波及させないよう末端であればあるほど短い時間で動作するように設定をする。各継電器の特性を参考にし事前に検討し、実際に現場で各継電器の特性試験を実施し整定を検討する必要がある。
また設備の条件によっては継電器の整定のみでは適切な協調を設定できないことがあるため、動作時間を調整する遅延リレーとよばれる継電器のための継電器を用いることがある。

## 保護継電器の種類
過電流継電器 (OCR)一定値以上の電流が流れたときに動作する。時限要素と言われる過電流の検出、瞬時要素と言われる短絡電流の検出の2要素がある。
地絡過電流継電器 (OCGR、GR)一定値以上の地絡電流（零相電流）が流れたときに動作する。地絡事故の検出、零相電流は、零相変流器 (ZCT) で検出する。誤動作が懸念されるためケーブルのこう長が長い場合など対地静電容量が大きい電路では地絡方向継電器 (DGR) を用いることが望ましい。
過電圧継電器 (OVR)予定値を超える電圧が回路に加わった場合に動作する継電器で、発電機の故障等による過電圧から機器を保護する。特に電圧にシビアな需要家では買電回路にも用いられることがある。
不足電圧継電器 (UVR)電路の電圧が予定値以下に低下した場合に動作する継電器で、停電や負荷の短絡等に伴う電圧低下の警報用、予備発電機の起動指令に使用される。
地絡過電圧継電器 (OVGR)配電線の地絡事故時に発生する零相電圧を検出して動作する継電器である。零相電圧は、電気事業者の送配電線路や特別高圧で受電する需要家の場合は、接地形計器用変圧器(EVT)の三次側をブロークンデルタ接続した回路により、高圧で受電する需要家はコンデンサ形零相電圧検出装置(ZPD)による接地コンデンサの分圧回路により検出される。OVGRは、単体で使用されることはまれであり、DGRと組み合わせて使用される。
差動継電器 (DFR)保護区間に出入りする電流のベクトル差が予定値を超えた場合に動作するものである。正常時には、保護区間の外部の事故では、CTの二次側電流 I1 、 I2 は平衡し、動作することはないが、内部事故発生時は平衡が崩れ、 I1 - I2 の差電流が流れて動作に至る。
比率差動継電器 (RDFR)差動継電器では、CTの飽和特性により、誤差電流が流れると誤動作の原因となる。そこで、差動回路部分に動作コイルと抑制コイルを設け、動作コイルの電流と抑制コイルの電流の比が予定値を超えた場合に動作する。差動、比率継電器は変圧器、発電機、母線の保護に用いられる。
地絡方向継電器 (DGR)零相電圧と零相電流とで地絡方向を判定し動作する。複数のフィーダを有する配電用変電所に設置されるDGRの場合、零相電流はZCTの二次側電流によって検出され、零相電圧は、接地形計器用変圧器で検出し、その位相関係から地絡配電線を選択遮断するものである。
短絡方向継電器 (DSR)線間電圧と相電流との組み合せで短絡位置の方向を判定する。過電流継電器では検出が困難なループ系統や両側に電源を有する系統で、故障区間を選択して動作する継電器である。
距離継電器 (DR)距離継電器は電圧および電流を入力量とし、電圧と電流の比の関数が所定値以下となったとき動作する。この比は、継電器のみるインピーダンスと呼ばれ、インピーダンスは送電線の距離の電気的尺度であるので、距離継電器と呼ばれる。
逆電力継電器 (RPR)電力の供給方向を検出し、受電と送電が逆になった際に動作する。自家消費するためだけの発電機を有する施設から、外部へ電力が送られた場合に検出して回路から切り離して保護するといった役割でよく用いられる。
不足周波数継電器 (UFR)商用周波数(50/60Hz)より低下した際に動作する。主に発電機回路に使用される。
過周波数継電器 (OFR)商用周波数(50/60Hz)を超えた際に動作する。主に発電機回路に使用されている。

## 保護継電器の形態
線路保護継電器
主として送電線路に発生した事故によって動作する保護継電器。これが動作すると事故線路両端の遮断器が開放される。
母線保護継電器
主として発・変電所の母線電線路に発生した事故によって動作する保護継電器。これが動作すると母線と母線をつなぐ部分にある母線連絡遮断器が開放され、それに接続している線路も遮断される。
主保護継電器
電力系統は何重にも組み合わせた保護継電器によって保護されている。主保護継電器は、ある保護区間内に発生した事故に対し一番目に動作するよう整定された保護継電器。
後備保護継電器
何らかの原因により主保護継電器で事故線路の遮断ができなかった場合に動作する保護継電器。事故による停電範囲は主保護よりも拡大するので、動作時間は主保護よりも遅れるように整定する。
機器保護継電器
温度や圧力など、機器の状態を監視する保護継電器。

## 注意事項
保護継電器の選定にあたっては上位系統の接地方式も考慮する必要がある。日本では多くが非接地方式の配電線を採用しているが、四国地区と北陸地区の一部では消弧リアクトル接地方式を採用している。そのため選定を誤ると適切な動作特性が得られず保護継電器の役目をなさないことがある。